# Okenia hallucigenia
Okenia hallucigenia Rudman, 2004 è un mollusco nudibranchio della famiglia Goniodorididae.
Il nome deriva dal latino hallucinor, cioè farneticare, sognare, allucinare e dal greco γηνία, ghenìa, cioè che genera, che provoca.

## Distribuzione e habitat
Rinvenuta al largo della coste del Queensland e del Nuovo Galles del Sud, in Australia.